# جورج يياغر
جورج يياغر (بالإنجليزية: George Yeager)‏ هو لاعب كرة قاعدة أمريكي، ولد في 5 يونيو 1874 في سينسيناتي في الولايات المتحدة، وتوفي بنفس المكان في 5 يوليو 1940.

## وصلات خارجية
- جورج يياغر على موقعبيزبول رفرنس.كوم (الدوري الرئيسي) (الإنجليزية)
- جورج يياغر على موقعبيزبول رفرنس.كوم (الدوري الثانوي) (الإنجليزية)